# Jānis Skuja
Jānis Skuja (* 9. April 1906 im Bezirk Vecpiebalga; † 7. November 1996 in Longview, Texas) war ein lettischer Fußballspieler.

## Karriere
Jānis Skuja spielte in seiner Vereinskarriere mindestens im Jahr 1928 bei LSB Riga.
Am 25. Juli 1928 spielte Skuja einmal in der lettischen Nationalmannschaft während des Baltic Cup 1928 gegen Litauen, das er mit der Mannschaft gewinnen konnte. Zu weiteren Einsätzen im Trikot der Nationalmannschaft kam er nicht.

## Erfolge
mit Lettland
- Baltic Cup: 1928